# Empress of Ireland (schip, 1906)
De Empress of Ireland, het zusterschip van de Empress of Britain, was een passagiersschip dat voer over de Atlantische Oceaan. De eigenaar van het schip was Canadian Pacific Railway.
Het schip werd te water gelaten op 26 januari 1906 en was 174 meter lang, had een breedte van 20 meter en een tonnenmaat van 14.191 ton. De maximale vaart bedroeg 18 knopen (33 km/h). Er konden 1580 passagiers aan boord.
Het schip voer tussen Quebec, Canada, en Liverpool, Engeland, en maakte zijn eerste tocht op 29 juni 1906. Het werd beschouwd als het grootste en snelste schip op de noordelijke route.

## Ramp

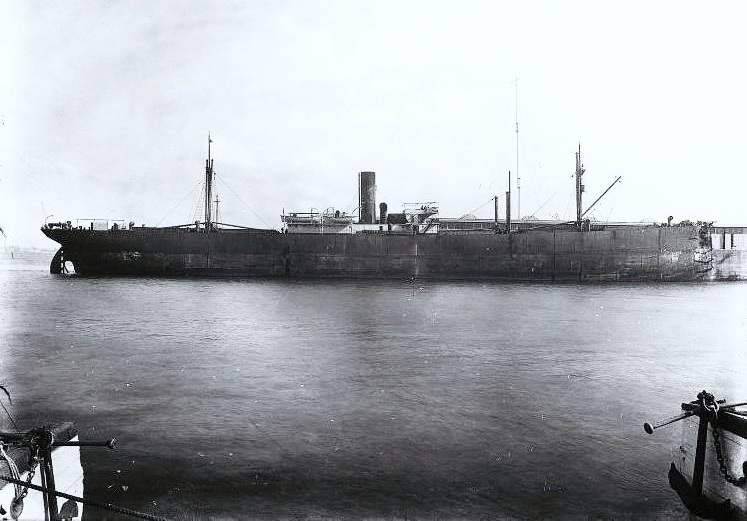
De Storstad na de botsing met de Empress of Ireland

Op 28 mei 1914 om 16:30 vertrok het schip van Quebec met 1477 passagiers aan boord, op weg naar Liverpool. In de morgen van 29 mei 1914, in de Saint Lawrencerivier bij Pointe-au-Père (in de gemeente Rimouski), belandde het schip in een dichte mistbank. Om twee uur 's nachts voer het Noorse steenkoolvrachtschip Storstad de stuurboordzijde van de Empress of Ireland binnen.
De Storstad zonk niet, maar de Empress of Ireland liep hevige beschadigingen op en kapseisde. Het schip zonk in 14 minuten. 1012 passagiers stierven; er waren slechts 465 overlevenden.
Na deze ramp besloten architecten van schepen hun schepen te verbeteren.
De laatste overlevende, Grace Hannagan Martyn, stierf op 15 mei 1995 op 88-jarige leeftijd.